# Jason Duperthuy
Jason Duperthuy (* 13. Juli 1992) ist ein französischer Biathlet.
Jason Duperthuy gab sein internationales Debüt im Rahmen der Juniorenweltmeisterschaften 2011 in Nové Město na Moravě, wo er 28. des Einzels, 12. des Sprints und 25. der Verfolgung wurde. 2012 gab er in Haute-Maurienne sein Debüt im IBU-Cup und erreichte in seinen ersten Rennen einen 46. Platz im Sprint und Rang 52 in der Verfolgung. Erste internationale Meisterschaft bei den Männern wurden die Europameisterschaften 2012 in Osrblie. Obwohl der jüngste Teilnehmer aus Frankreich kam er nicht bei den Junioren, sondern bei den Männern zum Einsatz und wurde 48. des Einzels, 40. des Sprints und 42. des Verfolgungsrennens.